# Deutsch-Türkische Gesellschaft
Die Deutsch-Türkische Gesellschaft e. V. (DTG) wurde am 12. Oktober 1953  in Bonn unter der Leitung des damaligen Bundestagspräsidenten Hermann Ehlers (CDU) und des späteren Vizekanzlers Erich Mende (FDP) gegründet.

## Geschichte
Die Deutsch-Türkische Gesellschaft wurde auf Initiative von deutschen Parlamentariern und Diplomaten als gemeinnütziger Verein gegründet. Der Zweck der Deutsch-Türkischen Gesellschaft ist die Förderung der deutsch-türkischen Beziehungen. Das Vereinsziel ist, zum allgemeinen Nutzen die freundschaftlichen, kulturellen, sozialen, wirtschaftlichen sowie integrations- und gesellschaftspolitischen Beziehungen zwischen der Bundesrepublik Deutschland und der Republik Türkei zu pflegen und zur Vertiefung der gegenseitigen Kenntnisse und zur Festigung der Freundschaft zwischen dem deutschen und dem türkischen Volk beizutragen.
Die Deutsch-Türkische Gesellschaft Bonn brachte zwischen 1954 und 1997 insgesamt 120 „Mitteilungen“ heraus.

## Vorsitzende
- Fritz Baade, MdB 1954–1974[4]
- Hans Wilbrandt 1974–1986[4]
- Ludwig Budde 1986–1988[4]
- Hedda Reindl-Kiel 1988–1990[4]
- Rupert Wilbrandt 1990–1992[4]
- Ludwig Budde 1992–1994[4]
- Rupert Wilbrandt 1994–1998[4]
- Cengiz Hayati Önel 1998–2006
- Dietrich Schlegel 2006–2015[5]
- Atilla Türk 2015–2017
- Baha Güngör 2017–2018
- Rasim Marz 2019– 2021
- Emine Emel Yıldız 2021–[6]

## Weitere Vorstands- und Ehrenmitglieder
- Konrad Adenauer, Bundeskanzler a. D., Ehrenmitglied 1954[4]
- Fritz Baade, MdB, Ehrenmitglied 1974[4]
- Ernst Jäckh, Ehrenmitglied 1955
- Kai-Uwe von Hassel, Bundestagspräsident a. D., Ehrenmitglied 1986
- Vahit Halefoğlu, türk. Außenminister a. D., Ehrenmitglied 1986
- Kurt Bittel, Ehrenmitglied 1977
- Ekkehard Eickhoff, Botschafter a. D., Ehrenmitglied 2010
- Heidi Eickhoff, Ehrenmitglied 2011
- Hedda Reindl-Kiel, Ehrenmitglied 2012
- Thilo Rötger, Botschafter a. D., Ehrenmitglied 2012
- Eva-Brigitte Sonnenhol, Ehrenmitglied 2010
- Dietrich Schlegel
- Günther Serres[7]
- Ferdinand Friedensburg[7]
- Erich Mende
- Hans Wilbrandt[7]
- Johannes Bergius[7]
- Ernst Jäckh, Ehrenmitglied[7]
- Rudolf Thierfelder, Botschafter a. D.[7]
- Ludwig Budde[7]
- Gerhard Doerfer[7]
- Valentin Horn[7]
- Thilo Rötger, Botschafter a. D., Ehrenmitglied[7]
- Carl Ebert[7]
- Alfred Heilbronn[7]
- Ernst Eduard Hirsch[7]
- Curt Kosswig[7]
- Alfred Marchionini[7]
- Fritz Neumark[7]
- Georg Rhode[7]
- Paul Bonatz[7]
- Hans Globke, Staatssekretär a. D.[7]
- Friedrich von Rummel[7]
- Kai-Uwe von Hassel, Bundestagspräsident a. D.[7]
- Dietrich Schlegel, Ehrenmitglied[5]
- Rosemarie Kuper[8]
- Meltem Göben[8]
- Emre Gümüs[9][8]
- Volker Schlegel[8]
- Renate von Hahn[8]
- Heinrich Quaden, Oberst a. D.[8]
- Emine Emel Yıldız
- Yaşar Aydın
- Colin Dürkop
- Atilla Türk
- Büşra Aksoy